# Chef de la Défense
Chef de la Défense oder Chef Defensie ist der oberste Soldat der belgischen Streitkräfte. Er steht dem Verteidigungsstab vor und führt das belgische Militär. Die Position untersteht direkt dem Verteidigungsminister und berät diesen in militärischen Fragen.